# Валя-Сяке (комуна, Ясси)
Валя-Сяке (рум. Valea Seacă) — комуна у повіті Ясси в Румунії. До складу комуни входять такі села (дані про населення за 2002 рік):
- Валя-Сяке (1943 особи)
- Концешть (1705 осіб)
- Топіле (2192 особи)

Комуна розташована на відстані 320 км на північ від Бухареста, 71 км на захід від Ясс.

## Населення
За даними перепису населення 2002 року у комуні проживали 5840 осіб. Усі жителі комуни рідною мовою назвали румунську.
Національний склад населення комуни:
| Національність | Кількість осіб | Відсоток |
| -------------- | -------------- | -------- |
| румуни         | 5787           | 99,1%    |
| цигани         | 53             | 0,9%     |

Склад населення комуни за віросповіданням:
| Релігія       | Кількість осіб | Відсоток |
| ------------- | -------------- | -------- |
| православні   | 5770           | 98,8%    |
| бретрени      | 53             | 0,9%     |
| баптисти      | 3              | 0,1%     |
| римо-католики | 1              | < 0,1%   |

## Зовнішні посилання
- Дані про комуну Валя-Сяке на сайті Ghidul Primăriilor